# Wilderich von Walderdorff (Politiker)
Franz Wilderich Graf von Walderdorff (* 8. April 1831 auf Schloss Molsberg im Westerwaldkreis; † 22. Dezember 1898 in Meran) war ein deutscher Politiker (Zentrumspartei), Kämmerer und geborenes Mitglied der Ersten Kammer der Landstände des Herzogtums Nassau.

## Leben
Franz Wilderich von Walderdorff entstammte dem rheinischen Uradelsgeschlecht Walderdorff, aus dem zahlreiche namhafte Persönlichkeiten hervorgegangen sind. Er war ein Sohn des Staatsministers Carl Wilderich von Walderdorff (1799–1862) und dessen Ehefrau Mauritia Gräfin Beissel von Gymnich (1801–1851). Nach dem Abitur an der Lehranstalt für adelige Söhne in Bedburg im Jahre 1849 begab er sich auf Reisen, die ihn nach Brüssel und Paris führten. In den Jahren von 1850 bis 1854 absolvierte er ein Studium an den Universitäten in Freiburg/Breisgau, Heidelberg und Bonn und startete anschließend eine längere Reise nach Österreich, Böhmen, Norwegen und Dänemark.

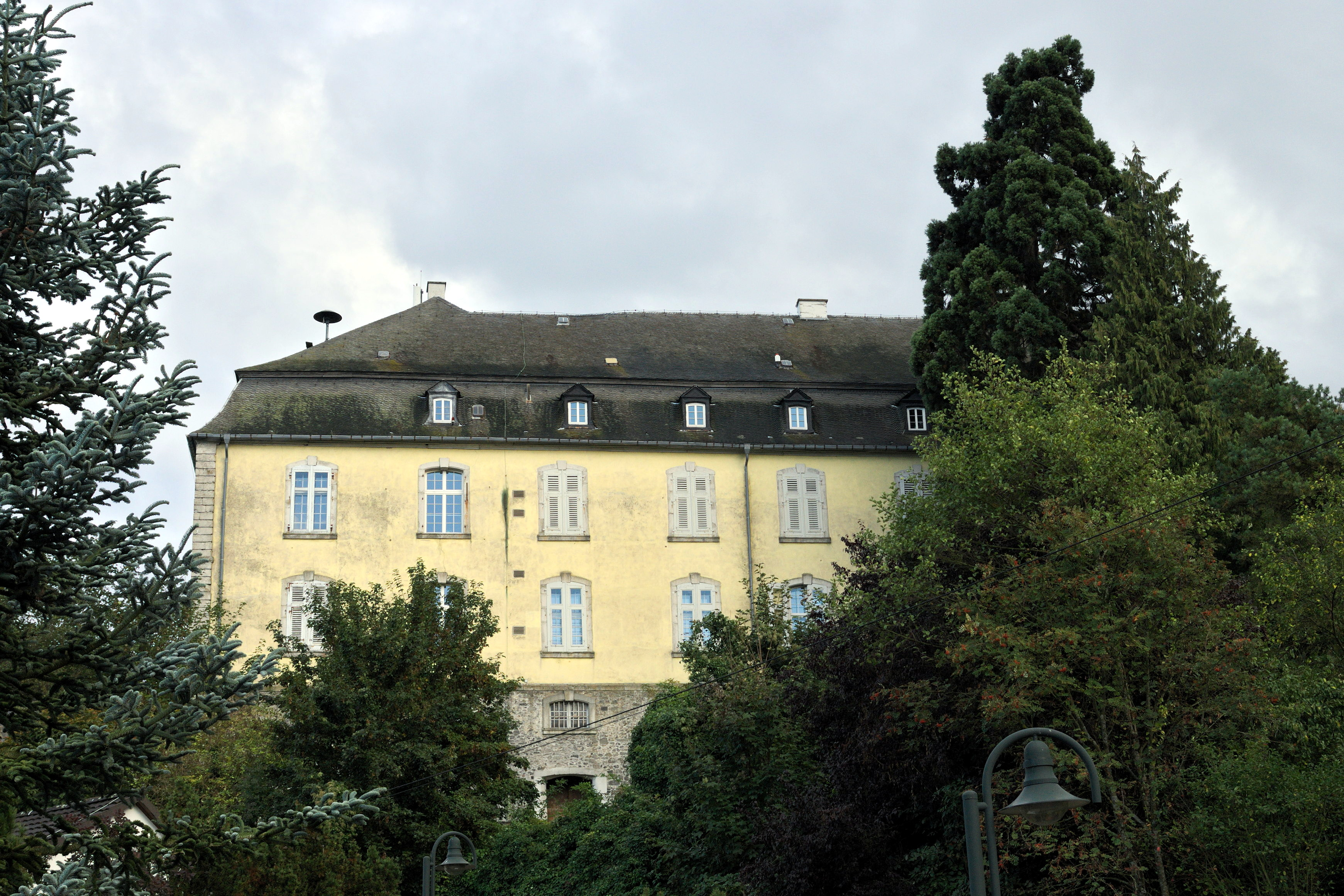
Schloss Molsberg, Sitz der Familie Walderdorff

Er galt als engagierter Katholik und Zentrumspolitiker, war Mitarbeiter verschiedener Publikationsorgane und führte über Jahre den Vorsitz des Zentrums-Wahlvereins in Nassau.
In den Jahren von 1864 bis 1866 war er geborenes Mitglied der Ersten Kammer der Landstände des Herzogtums Nassau. Diese war die Vertretung des Adels und bestand neben den Prinzen der Herzogsfamilie und den Standesherren aus den Chefs der mediatisierten früher reichsunmittelbaren Familien, die im Rahmen des Reichsdeputationshauptschlusses ihre Souveränität verloren hatten und so politisch entschädigt werden sollten.
Ende der 1880er Jahre kandidierte er im Wahlkreis Höchst-Homburg-Usingen für den Deutschen Reichstag.

### Familie
Am 21. Juni 1859 heiratete er im ungarischen Somlovar Ernestine Gräfin Erdödy von Monyorokerek und Moneszlo (1837–1896) und zog auf das Schloss Neuroth und 1863 auf den Stammsitz der Familie, Schloss Molsberg. Aus der Ehe sind die Kinder Clara Luise (* 1860), Franz Wilderich (* 1862), Melanie (* 1864) und Caroline (* 1867) hervorgegangen.

## Auszeichnungen
- Ritter vom Hausritterorden vom Heiligen Georg[3]